# Lox (gastronomia)
Il lox è un alimento cucina ebraica americana. Si ottiene lasciando riposare a lungo la ventresca di salmone in una salamoia a base di acqua, sale e zucchero. Viene tipicamente usato come companatico per i panini con i bagel (lox bagel sandwich).

## Etimologia
La parola lox deriva dall'yiddish laks che significa "salmone". Quest'ultima parola deriva a sua volta da alto tedesco medio Lachs, che ha il medesimo significato.

## Alimenti simili
Il lox è molto simile al salmone affumicato, che però, oltre a essere sottoposto ad affumicatura, viene prodotto usando qualsiasi parte dell'animale. Il gravlax segue un procedimento simile dove però, la soluzione in cui viene immerso, oltre al sale e lo zucchero, contiene l'aneto.